# Röttenbach (Erlangen-Höchstadt járás)
Röttenbach település Németországban, azon belül Bajorországban. Lakosainak száma 4749 fő (2023. december 31.). Röttenbach Möhrendorf, Adelsdorf és Hemhofen községekkel határos.

## Népesség
A település népessége az elmúlt években az alábbi módon változott:
| Lakosok száma | 737  | 1478 | 2639 | 3904 | 4595 | 4640 | 4712 | 4726 | 4703 | 4749 |
|               | 1875 | 1950 | 1975 | 1987 | 2012 | 2014 | 2016 | 2017 | 2021 | 2023 |